# Pierre Salvi
Pierre Salvi, né le 2 avril 1926 à Paris 20e et mort le 9 janvier 1989 à Suresnes, est un homme politique français.

## Détail des fonctions et des mandats
Mandats locaux
- 1953 - 1965 : Maire de Viarmes
- 1967 - 1989 : conseiller général du canton de Viarmes
- 1976 - 1989 : président du conseil général du Val-d'Oise

Mandats parlementaires
- 25 septembre 1977 - 28 septembre 1986 : Sénateur du Val-d'Oise
- 28 septembre 1986 - 9 janvier 1989 : Sénateur du Val-d'Oise

Autres fonctions
- 1983 - 1989 : président de l'Assemblée des départements de France